# Кокіно (Вигоницький район)
Ко́кіно (рос. Кокино) — село в Вигоницькому районі Брянської області, Росія.
Село розташоване за 6 км на північ від селища Вигоничі, на невеликій притоці річки Десна, басейн Дніпра.
Населення села становить 4 710 осіб (2002).

## Історія
Перші поселення в околицях села з'явились ще в залізну добу (IV століття до н. е.), і жили тут прабалтські народи. Слов'яни вперше прийшли сюди в VI столітті. Перші згадки про село відносяться до 1610 року. В XVII-середині XIX століть Кокіно належить поміщикам Безобразовим, які в 1746 році збудували тут дерев'яний храм Покрови. В 1781 році храм перебудували в кам'яний, заклали сад, садибу. В 1870 році маєток перейшов у володіння Холаєвих. На початку XX століття збудовано нову садибу. Після революції в селі був організований радгосп, створено нижчу сільськогосподарську школу маслоробства та сироваріння. 1930 року в селі відкрили сільскогосподарський технікум, храм було закрито, а у його будівлі створено клуб. Після окупації села німцями, восени 1943 року, храм було повністю зруйновано. В 1980 році в Кокіні було відкрито Брянський сільськогосподарський інститут (з 1995 р. — Брянська державна сільськогосподарська академія), а також створено його навчально-дослідне господарство.

## Культура та освіта
В селі діють дитячий садок, школа (1876), Брянська державна сільськогосподарська академія та її навчально-дослідне господарство.

## Видатні місця
- Садиба та парк Безобразових-Холаєвих (1781)
- Ковальня (XIX)

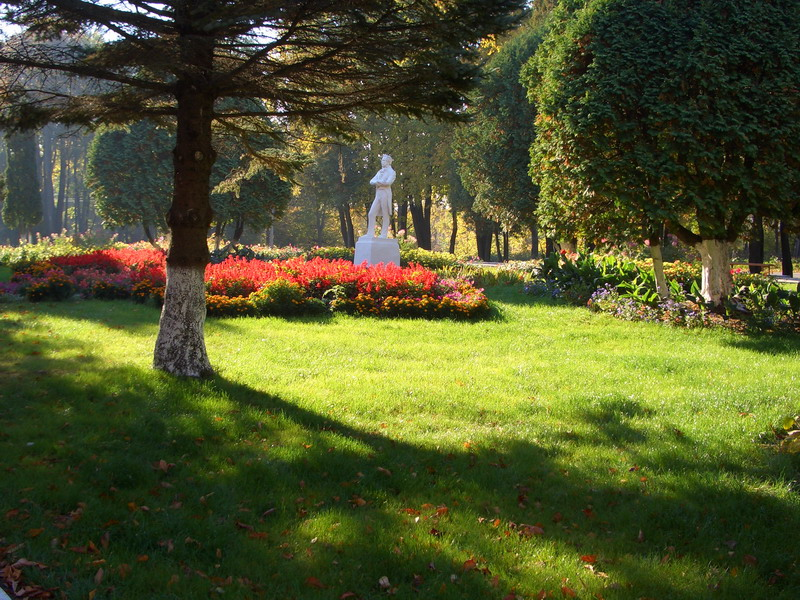
Кокінський парк
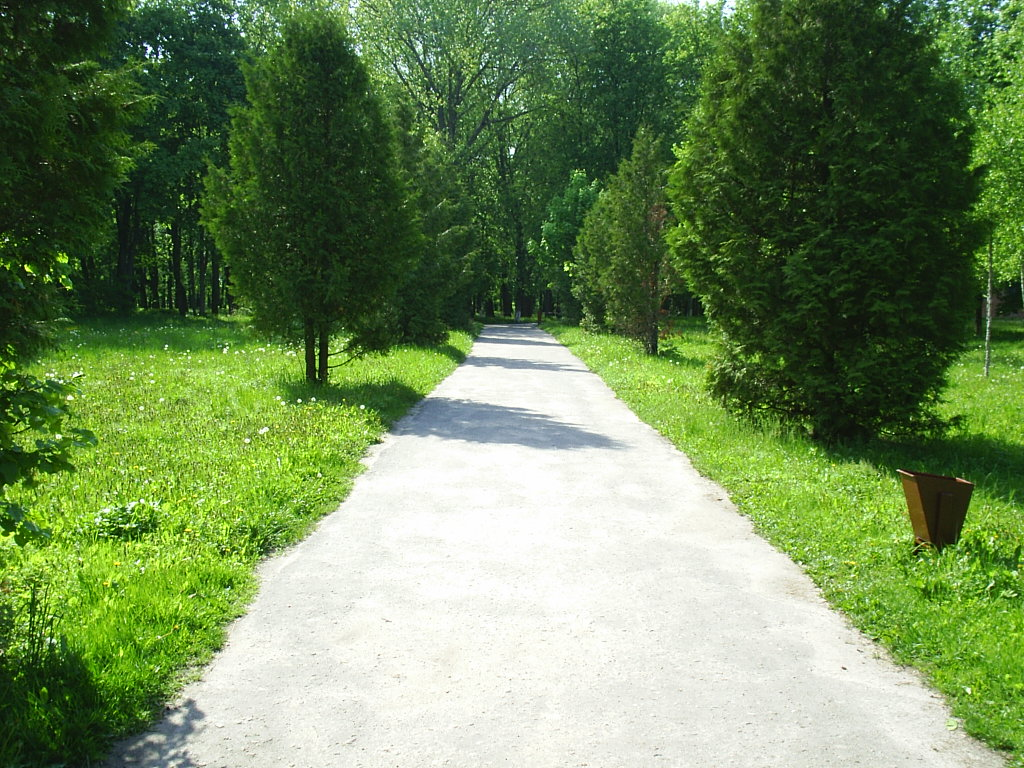
Алея в парку
Садиба. Головний вхідСадиба. Головний вхід
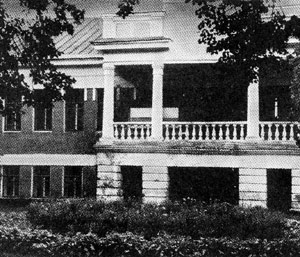
Садиба